# Ophioceres bispinosus
Ophioceres bispinosus is een slangster uit de familie Ophiolepididae.
De wetenschappelijke naam van de soort werd in 1918 gepubliceerd door Hubert Lyman Clark.